# Jetzt geht’s ab
Jetzt geht’s ab ist das Debütalbum der Hip-Hop-Formation Die Fantastischen Vier. Es wurde am 27. August 1991 veröffentlicht.

## Entstehungsgeschichte
Im Dezember 1988 kehrten Smudo und Thomas D, die Teil der größtenteils auf Englisch rappenden Combo The Terminal Team waren, von einem gemeinsamen Aufenthalt in den USA zurück, wo sie auch einige Auftritte absolviert hatten. Während ihre englischsprachigen Texte weitgehend belächelt worden waren, hatten sie für die deutschsprachigen Raps Anerkennung erhalten. Nach ihrer Rückkehr schlugen sie DJ Hausmarke und And.Ypsilon, die ebenfalls Mitglieder des Terminal Teams waren, daher vor, dass sie fortan konsequent als deutschsprachige Band auftreten sollten, was auf Zustimmung stieß. Smudo hierzu:

„Ab diesem Moment übersetzten wir alles. Wirklich alles. Wir sagten nicht mehr „scratchen“, sondern „Platten kratzen“. Unsere Musik hieß natürlich nicht mehr Rap, sondern Sprechgesang. Es war eine Mission. Es diente unserer Selbstfindung.“

Bereits 1989 hatten Die Fantastischen Vier mit dieser neuen Ausrichtung einen Ruf als gute Liveband erlangt. 1991 schließlich folgte der Plattenvertrag mit Columbia Records, am 27. August desselben Jahres erschien das Album „Jetzt geht’s ab“, das neben Rapstücken auch so genannte Skits, kurze, sketchähnliche Zwischenspiele, beinhaltet. Kurz zuvor war mit „Hausmeister Thomas D“ bereits eine erste EP erschienen.

## Musikvideo
Zu dem Lied Mikrofonprofessor entstand ein Musikvideo, das von Michael Leckebusch in dessen eigenem Heimstudio in Garlstedt gedreht und produziert wurde.

## Rezeption
„Jetzt geht’s ab“ stellte in der deutschen Hip-Hop-Szene, die überwiegend anglophone Texte schrieb, ein Novum dar, entsprechend verhalten fielen die Reaktionen aus. Den Durchbruch erreichten Die Fantastischen Vier erst 1992 mit der Single Die da!?! vom Nachfolgealbum „4 gewinnt“.
1992 wurde „Jetzt geht’s ab“ erneut veröffentlicht und erreichte Platz 22 in der deutschen Albenhitparade.

## Titelliste
| Nr. | Titel                           | Länge |
| --- | ------------------------------- | ----- |
| 1.  | Jetzt passt auf                 | 1:52  |
| 2.  | Wo geht’s lang?                 | 0:11  |
| 3.  | Hausmeister Thomas 'D' (LP-Mix) | 3:08  |
| 4.  | Großstadt                       | 4:36  |
| 5.  | Ich muß                         | 3:08  |
| 6.  | 45 Fieber                       | 1:10  |
| 7.  | Zerkratzt                       | 0:11  |
| 8.  | Mikrofonprofessor               | 2:03  |
| 9.  | Fühl Dich frei                  | 1:02  |
| 10. | Dumm, das!                      | 0:11  |
| 11. | Ich krieg nie genug             | 5:01  |
| 12. | Das Interview                   | 2:03  |
| 13. | Jetzt geht’s ab (Radio Edit)    | 3:22  |
| 14. | Das geschieht Dir recht I       | 0:24  |
| 15. | S.M.U.D.O. Ich bin halt so      | 3:21  |
| 16. | Das geschieht Dir recht II      | 0:23  |
| 17. | Auf der Flucht                  | 4:36  |
| 18. | Das geschieht Dir recht III     | 0:23  |
| 19. | Kartoffelclip                   | 4:51  |
| 20. | Spießer                         | 1:34  |
| 21. | Du Arsch                        | 1:57  |
| 22. | Hausmarke ist…                  | 0:11  |
| 23. | Böse                            | 2:30  |
| 24. | Is ja gut jetzt                 | 1:44  |